# ゲルハルト・フォン・キューゲルゲン
フランツ・ゲルハルト・フォン・キューゲルゲン（ドイツ語: Franz Gerhard von Kügelgen, 1772年2月6日 - 1820年3月27日）は、ドイツの画家。肖像画や歴史画で知られる。ドレスデンの芸術学院で講師を務め、プロイセンとロシア帝国の芸術学院の会員であった。双子の弟のカール・フォン・キューゲルゲンも画家である。

## 経歴
現在のラインラント＝プファルツ州のバッハラッハ・アム・ラインの出身。1789年に学校を卒業後、コブレンツで絵を学んだ。ボンに移り、マクシミリアン・フランツ・フォン・エスターライヒ選帝侯やフェルディナント・アウグスト・フォン・シュピーゲル、ヴァルトシュタイン伯を描いた。選帝侯の出資で、1791年に弟のカールとともにローマに留学し、その後ミュンヘン、リガを旅した。
1800年にヘレーネ・マリー・ツォーゲ・フォン・マントイッフェルと結婚、ヴィルヘルム（1802年生）、ゲルハルト（1806年生）、アーデルハイト（1808年生）の三子をもうけた。長男のヴィルヘルムは1802年にサンクトペテルブルクで生まれ、後に画家になった。
キューゲルゲンはその生涯でカスパー・ダーヴィト・フリードリヒ、ゲーテ、ヘルダー、アウグスト・フォン・コッツェブー、シラー、ヨハン・ゴットフリート・ソイメ、ルートヴィヒ・ウーラント、ツァハリアス・ヴェルナー、ヴィーラント、ヨハン・カール・シモン・モルゲンシュテルンなどの肖像を描いた。ドレスデンで住まいとした Gottessegen は、初期ロマン主義の芸術家や支持者が集うサロンとなった。
1820年、キューゲルゲンはロシュヴィッツのアトリエからドレスデンに向かう途中、山賊に殺害された。遺体はドレスデンの旧カトリック墓地に葬られた。
小惑星のキューゲルゲン (11313) は彼と息子のヴィルヘルムにちなみ命名された。

## 作品

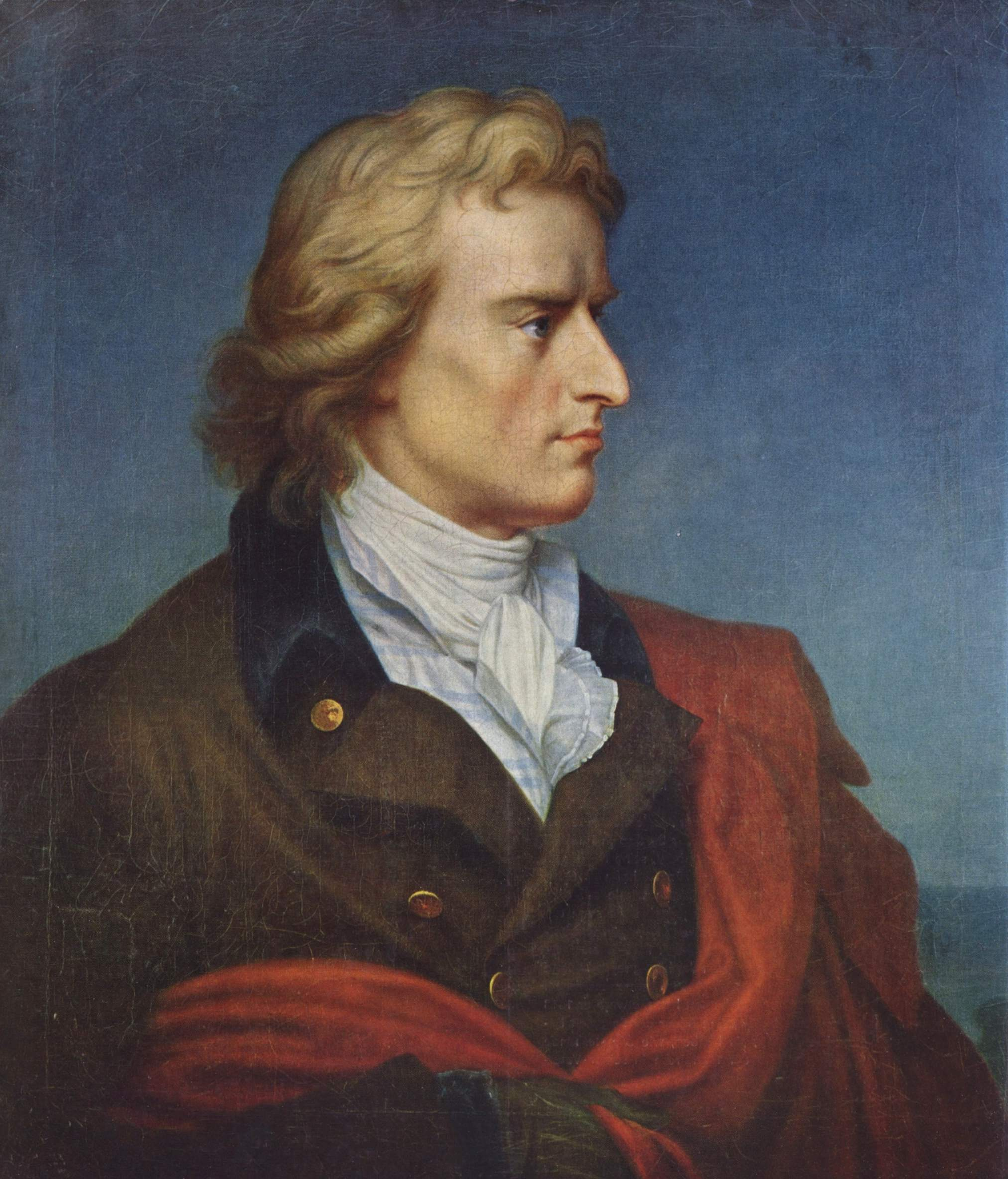
シラーの肖像
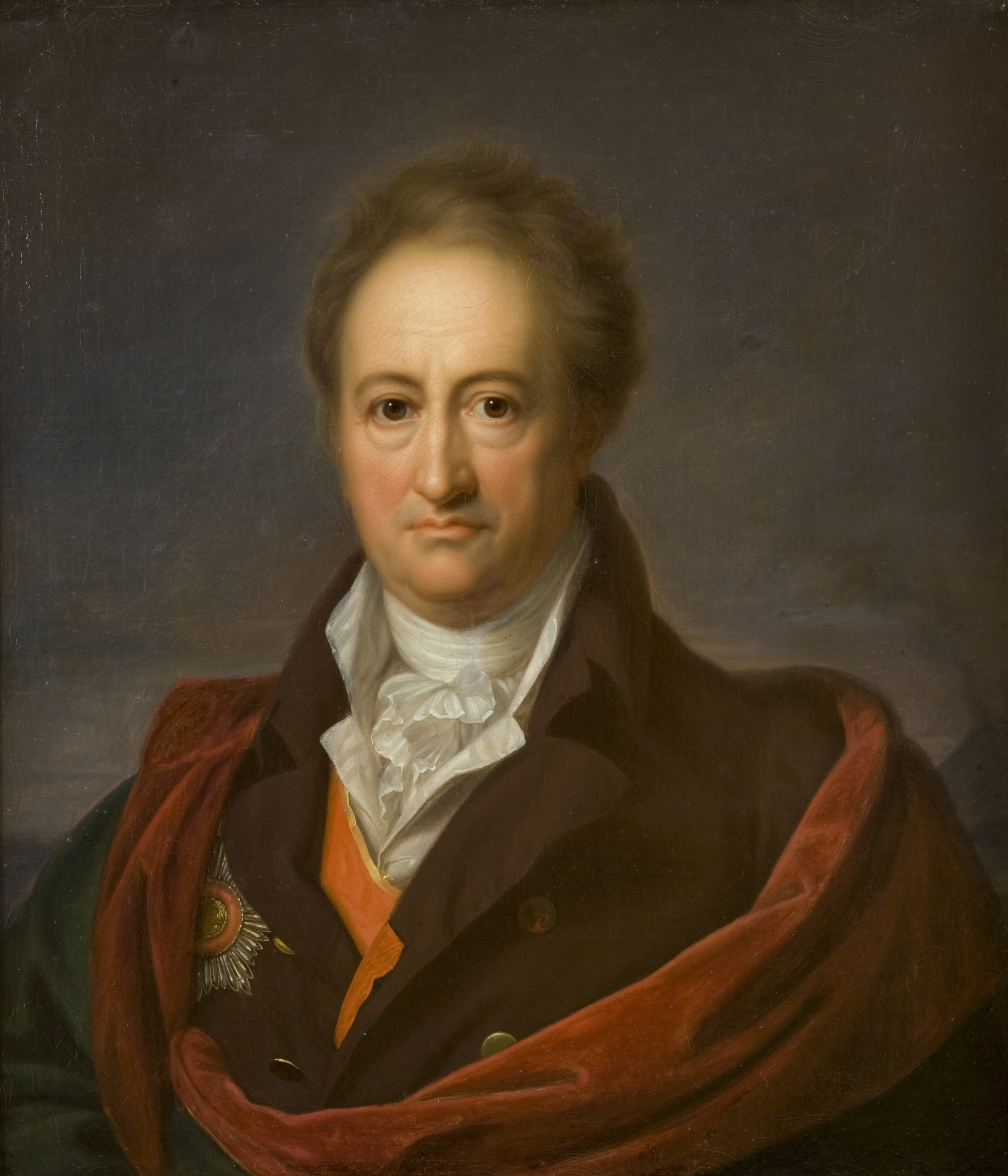
ゲーテの肖像
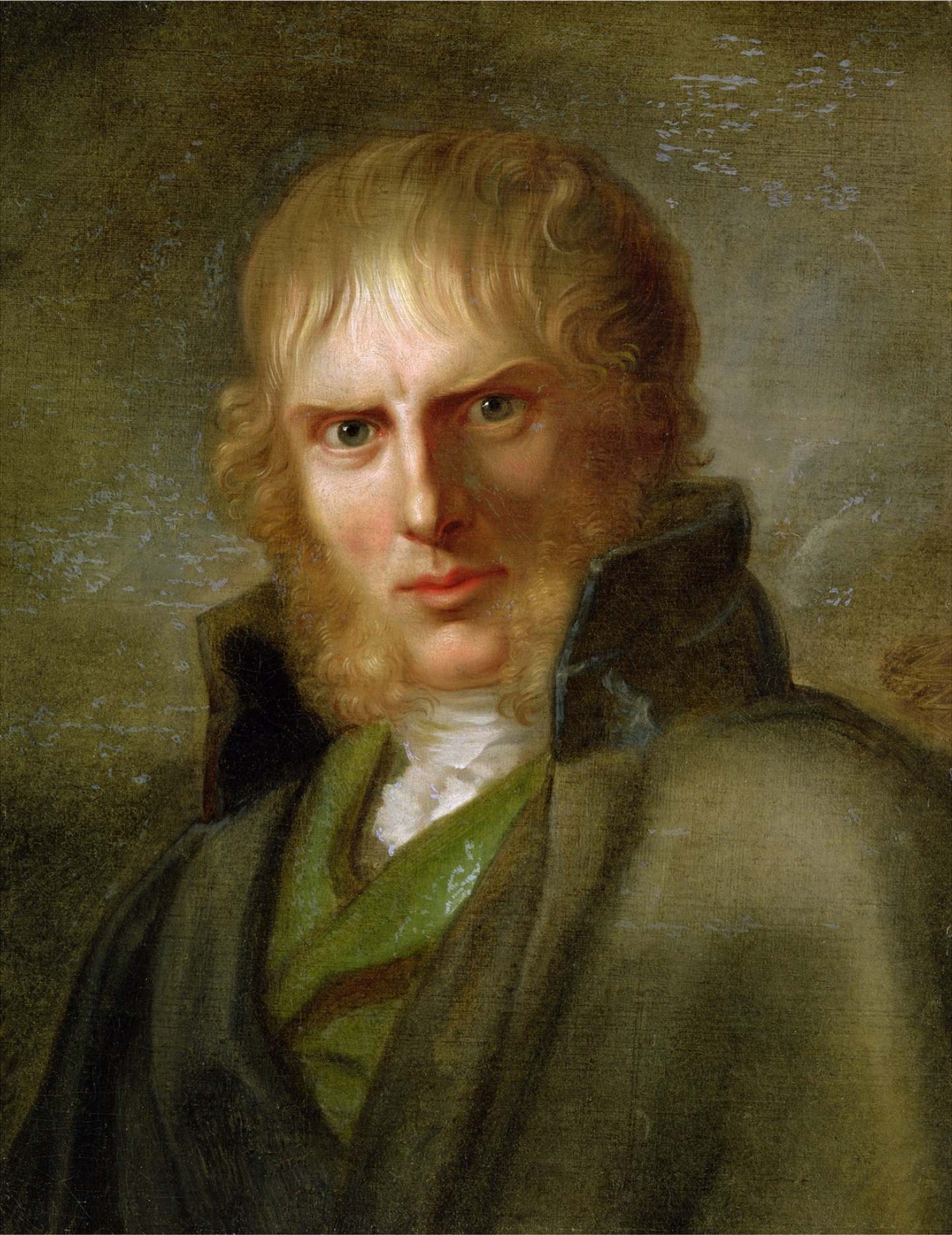
カスパー・ダーヴィト・フリードリヒの肖像
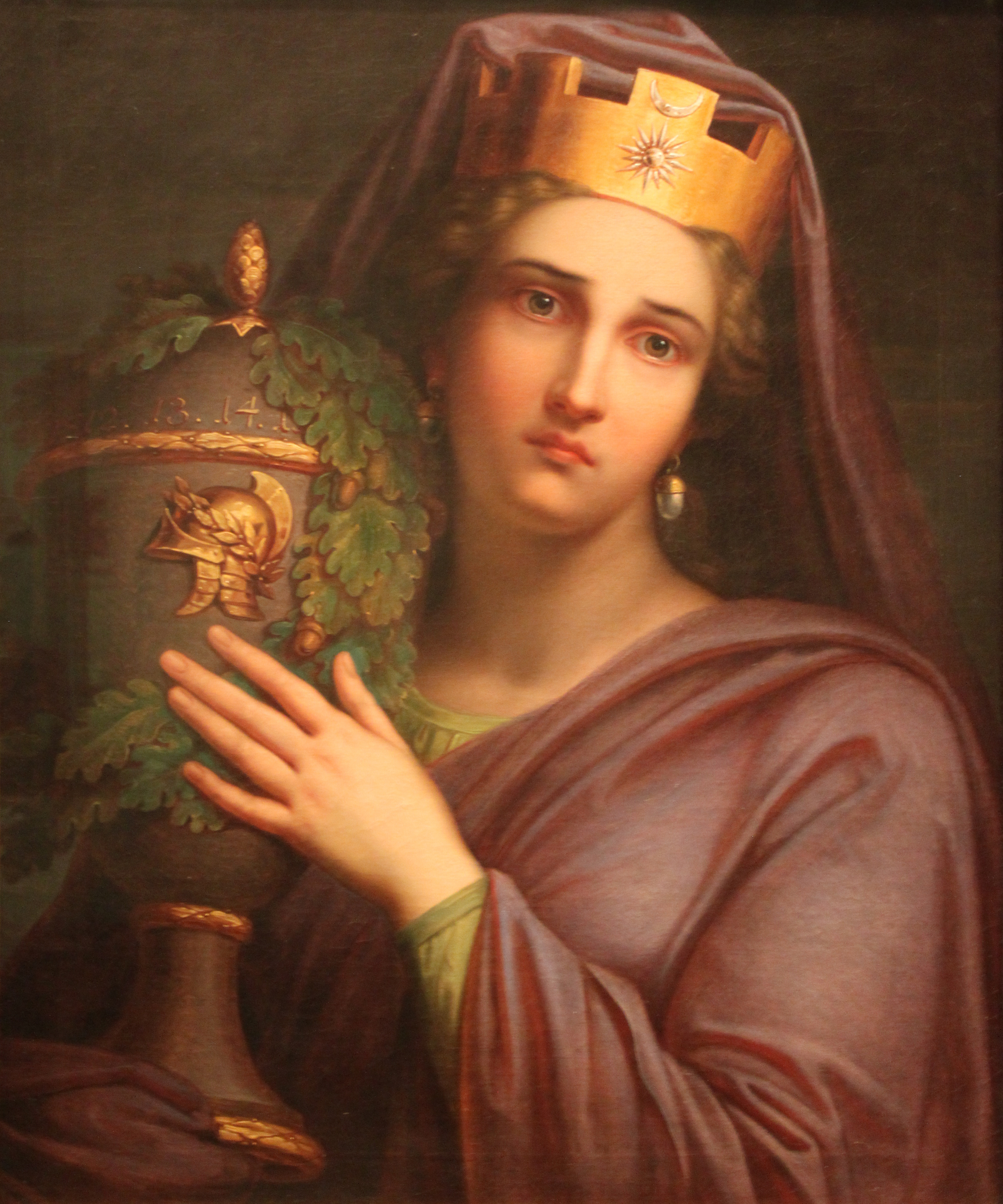
Allegorie der Trauer